# ديتليكون
ديتليكون (بالألمانية: Dietlikon) هي إحدى بلديات مقاطعة بولاخ في كانتون زيورخ في سويسرا. تبلغ مساحتها 4.26 كيلومتر مربع، ويقدر عدد سكانها بـ 7702 نسمة (حسب تعداد ديسمبر 2017).